# Mircea Iorgulescu
Mircea Iorgulescu (n. 23 august 1943, Valea Călugărească, județul Prahova – d. 7 iunie 2011, Paris, Franța) a fost un critic, istoric literar, comentator politic și eseist român.

## Biografie
S-a născut la 22 august 1943 (înregistrat în registrul Stării Civile pe 23 august), în cătunul Schiau, comuna Valea Călugărească, județul Prahova.
Este fiul podgorenilor cu origini elene Nicolae Iorgulescu, nepot, după spusele lui Mircea Iorgulescu, al unui Iorgos, venit înainte de 1800 să îngrijească de podgoriile boierești din zonă și Zoe (născută tot într-o familie de greci, Stavri). Urmează școala primară la Schiau, clasele a V-a și a VI-a, la Școala generală nr. 1 Valea Călugărească, iar din clasa a VII-a, la Școala Medie nr. 1 din Urlați, unde absolvă, în 1961, cursurile liceale. A absolvit Facultatea de Limbă și Literatură Română a Universității din București în 1966.
Între 1968 și 1970, este redactor la ziarul Munca, iar între 1971 și 1989 (18 ani), este redactor la România literară. În 1989 cere azil politic în Franța, stabilindu-se la Paris. În 1991, scrie prietenului Ioan Groșescu: „Am, în sfârșit, toată familia aici. Am o locuință convenabilă, într-un fel de Otopeni parizian. […] Fac o teză de doctorat, pe care vreau s-o susțin la anul. Muncesc în draci. Strâng din dinți de efort, ca un mărșăluitor care știe că ținta e departe.”(scrisoare olografă aflată în posesia lui Ioan Groșescu)
Debutează publicistic în 1964, în revista Albina, literar, în 1966, în Revista nouă din Ploiești, iar editorial, în 1974, cu Rondul de noapte (Editura Cartea Românească, București). Până la plecarea din țară a mai publicat: Al doilea rond (Editura Cartea Românească, București, 1976), Scriitori tineri contemporani (Editura Eminescu, București, 1978; pentru care primește premiul Uniunii Scriitorilor), Firescul ca excepție (Editura Cartea Românească, București, 1979), Critică și angajare (Editura Eminescu, București, 1981), Ceara și sigiliul (Editura Cartea Românească, București, 1982; pentru care primește premiul Academiei), Prezent (Editura Cartea Românească, București, 1985), Spre alt Istrati (Editura Minerva, București, 1986), Eseu despre lumea lui Caragiale (Editura Cartea Românească, 1988). În 1994 apare a doua ediție a acestei lucrări, cu titlul original Marea trăncăneală (interzis de cenzură la apariția primei ediții), (Editura Fundației Culturale Române, București); ediția a treia apare în limba maghiară, la Editura Mentor din Târgu Mureș (A nagy zsibvasar), iar a patra, în 2002, la Editura Compania, București. În 2004, publică volumele Celălalt Istrati (Editura Polirom, Iași) și Tangențiale (Editura Institutului Cultural Român, București), care, potrivit afirmațiilor autorului, „conține o selecție tematică din articolele publicate în revista „22” la rubrica de „cronică literară”, ținută în perioada 11 martie 2001 - 5 mai 2004”. În 2006, îi apare, la Editura Fundației Culturale Române, București, volumul "Convorbiri la sfârșit de secol".
Face jurnalism radiofonic la Radio France Internationale și Radio Europa liberă. La Radio Europa liberă a fost colaborator permanent al Biroului de la Paris, până la închiderea acestuia (1992), apoi redactor la München (1992-1995), iar după mutarea postului la Praga, a fost director adjunct al redacției pentru limba română (1996-1999). În această perioadă a realizat printre altele și rubrica Stop Cadru, în emisiunea Newshour – „O oră în jurul lumii” și rubrica „Oameni, destine, istorie”, prezentată săptămânal, din februarie 1997 până în vara lui 1999. La Radio France Internationale a fost colaborator permanent între 1989 și 1992, în 1995 și din 2000 până în decembrie 2008. Între 2006 și 2008 a fost responsabilul redacției în limba română. Din noiembrie 2008, îmbolnăvindu-se, face efortul și mai lucrează mai întâi 3 zile pe săptămână, apoi două zile pe săptămână, iar din 20 decembrie 2008 renunță, acceptând cu greu pensionarea.
După o suferință crâncenă de doi ani și jumătate, suportată cu o demnitate și un stoicism de neimaginat, marți, 7 iunie 2011, ora 8 dimineața, închide ochii - ca și cum s-ar fi culcat ca să se odihnească puțin înaintea încă unui efort de a pune la punct ultimele amănunte la ediția definitivă Panait Istrati - în apartamentul său „de lucru”, cum îi plăcea să-i spună, din rue Taine 11 (parcă dinadins a ales să-și cumpere apartament pe o stradă cu nume de critic literar!), din Paris. Este înmormântat la Paris, în cimitirul Bercy, aflat în arondismentul în care a trăit în ultimii ani de viață. În memoria sa, biblioteca primăriei din Valea Călugărească primește numele "Mircea Iorgulescu", ca și strada pe care se află casa părintească. Numele "Mircea Iorgulescu" primește și Școala primară din Valea Călugărească, precum și liceul din Urlați, unități de învățământ unde criticul și istoricul literar, eseistul și jurnalistul Mircea Iorgulescu s-a instruit.
În 2001, a alcătuit și îngrijit volumul de corespondență Florin Mugur – Scrisori de la capătul zilelor. A îngrijit ediții din Dinicu Golescu, Constantin Dobrogeanu-Gherea, Panait Istrati, antologiile „Constantin Dobrogeanu-Gherea interpretat de...” (București, 1975), „Arhipelag. Culegere de proză scurtă contemporană” (București, 1981).
După 1989, a publicat la revistele România literară, Luceafărul, Ramuri, Convorbiri literare, Tribuna, Dilema, 22, Cultura, Jurnalul național ș.a. În 2010, îi apare la Editura Karta Graphic din Ploiești, în îngrijirea lui Ioan Groșescu, „Poștalionul cu boi”, culegere de articole publicate după anul 2000 în revistele Cultura, Vatra, Jurnalul național. Realizează prefața la volumul ” Teatru” de I.L. Caragiale, editat de Jurnalul Național, București, 2010, prefața la „Fețele tăcerii” de Augustin Buzura, editat de Jurnalul Național, București, 2011. În 2011, îi apare volumul "Panait Istrati-nomadul statornic. Viața, opera, aventurile - legende și adevăruri", ediție definitivă, sub îngrijirea lui Ioan Groșescu, Editura Karta Graphic Ploiești; în 2013, îi apare volumul "Cronici literare", cu un cuvânt înainte de Gabriel Dimisianu, sub îngrijirea lui Ioan Groșescu. Acest volum conține o selecție din cronicile literare (dintre cele nepublicate în volumul"Tangențiale") apărute în Revista "22", în perioada 11 martie 2001 - 5 mai 2004, Editura Karta Graphic Ploiești.
Bănuit de colaborare cu Securitatea, dosarul său a fost trimis în martie 2010 Curții de Apel de către CNSAS pentru a stabili calitatea de colaborator al Securității. Rezultatul verificărilor a fost că Mircea Iorgulescu într-adevăr a fost informator.
DECIZIA Nr. 842/20.02.2014 a Înaltei Curți de Casație și Justiție. Admite recursul declarat de Iorgulescu Mircea și continuat de Anne Degeorges și Joelle Vitte în calitate de moștenitoare împotriva sentinței civile nr.973 din 9 februarie 2011 a Curții de Apel București – Secția a VIII-a contencios administrativ și fiscal. Modifică sentința atacată în sensul că respinge ca neîntemeiată acțiunea în constatare formulată de Consiliul Național pentru Studierea Arhivelor Securității, stabilind irevocabil că Mircea Iorgulescu nu a fost colaborator al Securității. Pronunțată în ședință publică, astăzi 20 februarie 2014.

## Volume

### Cărți publicate în România
- "Rondul de noapte", Editura Cartea Românească București,1974
- "Al doilea rond", Editura Cartea Românească București, 1976
- "Scriitori tineri contemporani", Editura Eminescu București, 1978
- "Firescul ca excepție", Editura Cartea Românească București, 1979
- "Critică și angajare", Editura Eminescu, 1981
- "Ceara și sigiliul", Editura Cartea Românească București, 1982
- "Prezent", Editura cartea Românească, 1985
- "Spre alt Istrati", Editura Minerva București, 1986
- "Eseu despre lumea lui Caragiale", Editura Cartea Românească, 1988
- "Marea trăncăneală" (titlul original al "Eseu despre lumea lui Caragiale", neacceptat de cenzură), ,,Editura Fundației Culturale Române, 1994
- "A nagy zsibvasar" ("Marea trăncăneală", limba maghiară), Editura Mentor din Târgu Mureș, 2000
- "Marea Trăncăneală. Eseu despre lumea lui Caragiale"  Editura Compania București, 2002
- "Celălalt Istrati", ediția a doua, revăzută și adăugită, Editura Polirom, 2004
- "Convorbiri la sfârșit de secol", Editura Fundației Culturale Române, 2006
- "Poștalionul cu boi", Editura Karta Graphic Ploiesti, 2010,
- "Panait Istrati-nomadul statornic", ediție definitivă, Editura Karta Graphic Ploiești, 2011
- "Cronici literare", cuvânt înainte Gabriel Dimisianu, Editura Karta Graphic Ploiești, 2013

### Ediții
- A îngrijit volumul de corespondență Florin Mugur – Scrisori de la capătul zilelor (2001).

## Premii și distincții
- Premiul Uniunii Scriitorilor din România (1978)
- Premiul Academiei Române (1982)

## Legături externe
- In memoriam Mircea Iorgulescu[nefuncțională]
, 23 iunie 2011, Jurnalul Național
- Lecturi la tavă – "Convorbiri la sfârșit de secol" Arhivat în 18 ianuarie 2012, la Wayback Machine., 22 aprilie 2007, DAN C. MIHAILESCU, Jurnalul Național
- In cautarea lui Istrati[nefuncțională]
, 15 august 2005, Paula Mihailov, Jurnalul Național

Articole biografice
- Biografia de pe site-ul Editurii Polirom Arhivat în 11 iunie 2008, la Wayback Machine.
- În memoriam: Mircea Iorgulescu, „firescul ca excepție“, 14 iunie 2011, Simona Chițan, Adevărul